# 松井智惠
松井 智恵（まつい ともえ）は、日本およびフランスを中心に活動するソプラノ声楽家。中世西洋音楽、ルネサンス音楽、バロック音楽、宗教音楽、世界各地の民謡、現代音楽と、幅広く音楽活動を行う。
1972年に結成された日本初の古楽アンサンブルであるダンスリールネサンス合奏団に所属する。グレゴリオ聖歌から現代曲までをレパートリーとする声楽アンサンブル「La萠DIE」「La萠MIE」を主宰し、関西を本拠地として活動する。
神戸女学院大学音楽学部声楽科卒業、同大学音楽学部研究科修了。神戸女学院大学音楽学部非常勤講師。関西二期会正会員。

## 概要
- 「La萠MIE」メンバー
  - 松井智恵 - ソプラノ
  - 田中美奈子 - ソプラノ
  - 河合清子 - ソプラノ
  - 河原のりこ - ソプラノ
  - 西村由紀子 - シンセサイザー、シター
  - Maryvonne Nagel Okamoto - コーディネーター（ダンスリールネサンス合奏団所属）